# Monument aux morts de la guerre 1914-1918 de Philippeville
Le Monument aux morts de Philippeville est un monument aux morts situé actuellement dans le cimetière de Salonique à Toulouse, mais qui était à l'origine installé à Philippeville, commune de l'ancien département de Constantine en Algérie française.
Il fait face à la crypte des poilus qui renferme quelque 1 706 cercueils.

## Description
En 1922, le monument aux morts était érigé devant l'église Saint-Philippe de Philippeville. 
Le monument se présente comme un mur avec en son centre une sculpture en bronze de plus de 8m de long sur 3 de large réalisé par Camille Alaphilippe, auteur de plusieurs monuments aux morts en Algérie ; le centre du monument est dominé par une grande Victoire ailée, les seins dénudés, le bas du corps drapé dans un grand tissu, bras largement ouverts, vers laquelle semblent se hisser deux groupes de soldats disposés de part et d’autre. La sculpture regorge de détails avec la présence des soldats des « troupes indigènes », des chevaux, des chameaux.
Les plaques de marbre ne sont pas d'origine mais ont été copiées lors du rapatriement avec la liste de 478 soldats de Philippeville, 29 pour El-Arrouch, 9 pour Gastonville, 8 pour Gastu, 20 pour Jemmapes, 9 pour Collo.

## Histoire
Erigé en 1922, ce monument a été inauguré en 1926. Après l'indépendance, le décor central en bronze ainsi que les plaques portant les noms des morts pour la Patrie ont été découpés et acheminés par bateau en 1962. Les départements de Haute-Garonne et de Philippeville étant jumelés, la ville de Toulouse fut désignée pour recevoir le monument et décida de le remonter dans le cimetière de Salonique. Il est installé alors dans le cimetière de Salonique, une annexe de celui de Terre-Cabade.
Le monument aux morts est inscrit au titre des monuments historiques par arrêté du 17 septembre 2019. L'inscription est postérieure à la protection d'un ensemble de 42 monuments aux morts de la région Occitanie en 2018 comme le monument aux combattants de la Haute-Garonne, Héraklès archer ou le monument aux morts des quartiers de Bayard, Matabiau, Concorde et Chalets, également à Toulouse.